# Університет Конакрі

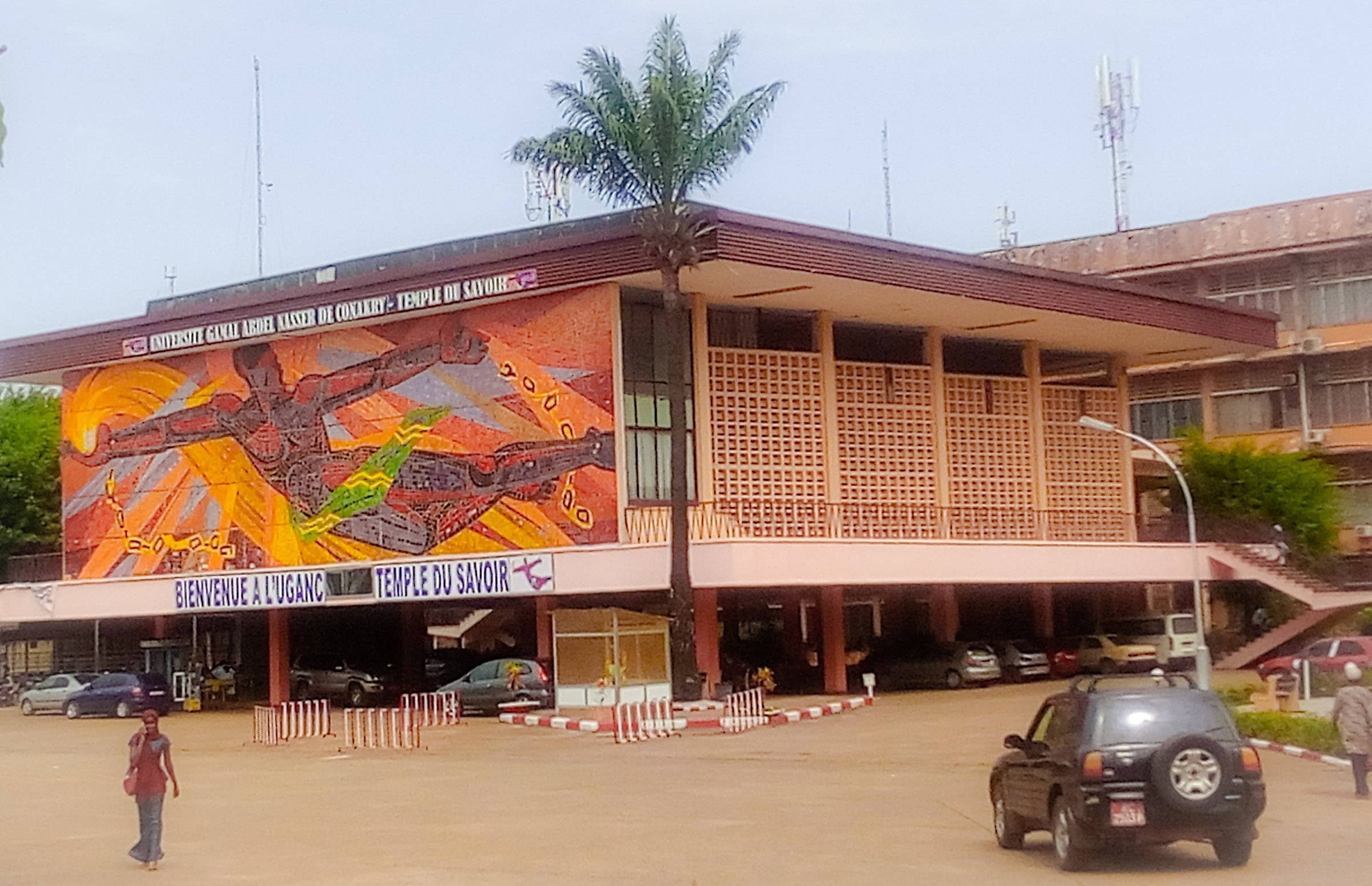
Університет Конакрі (2019)

Університе́т Гама́ля Абде́ль Насе́ра в Ко́накрі (фр. L'Université Gamal Abdel Nasser de Conakry, UGANC) — найбільший університет Гвінеї, розташований у комуні Діксін, столиці Гвінеї Конакрі. Названий на честь єгипетського президента Гамаля Абдель Насера. Назва зазвичай скорочується до Університету Конакрі.

## Історія
Університет заснований 1962 року як Політехнічний інститут Конакрі, перший вищий навчальний заклад у Гвінеї, за сприяння Радянського Союзу. Він був створений у період поступового економічного розвитку в країні після здобуття незалежності. У 1970 році назву університету змінили на Політехнічний інститут Гамаля Абдель Насера в Конакрі (IPGAN) на честь популярного президента Єгипту Гамаля Абдель Насера. У 1989 році знову перейменований на Університет Гамаля Абдель Насера де Конакрі.
Архітекторами були — Л. Н. Афанасьєва, О. І. Дубінський, В. П. Наумов, Є. В. Рибіцький, Г. Н. Цитович; конструктори К. О. Токмаков, О. А. Філатов.
У 1965 році окремий вищий навчальний підрозділ включили до Політехнічного інституту.
Станом на 2007 рік, університет мав комп'ютерну мережу в кампусі з оптоволоконною магістраллю та кабелем Ethernet 100BaseT. Агентство США з міжнародного розвитку допомогло налаштувати мережу та підключення до Інтернету. Кожен із факультетів забезпечується лабораторією з 5—9 комп'ютерів для викладачів та студентів, але це співвідношення становить лише один ПК на сотню користувачів, знову ж таки з 2007 року. Пропонуються університетські онлайн-курси.
У 2002 році вступний іспит до університету був суперечливо скасований.

## Факультети
Університет складається з 13 шкіл та факультетів, включно з факультетом медицини. Нині він має факультети Faculté de Médecine, Pharmacie et Odontostomatologie (факультет медицини, фармації та стоматології), з кафедрою для кожної з трьох дисциплін; a Faculté des Sciences (Факультет наук), з кафедрами біології, хімії, математики та фізики; a Centre d'Etude et de Recherche en Environmentnement (Центр досліджень та екологічних досліджень); Center Informatique (обчислювальний центр); та Інститут політехніки (Політехнічний інститут) з кафедрами електротехніки, цивільного будівництва, обчислювальної техніки, хімічного машинобудування, промислового машинобудування та технічного обслуговування, машинобудування та телекомунікацій. 21 вересня 2015 року в Конакрі підписано протокол про угоду між Гвінеєю та Інститутом Пастера про створення Гвінейського інституту Пастера, який буде незалежним відділом Університету Конакрі. Національний гербарій Гвінеї Herbier National De Guinée також працює у межах університету.